# Південний Судан

Північний Судан
Дарфур
Східний фронт, терен після операції липня 2006
Південний Судан (референдум у 2011)
Аб'єй (референдум у 2011)
Нубійські гори й Блакитний Ніл (всенародне опитування в 2011)

Півде́нний Суда́н (англ. South Sudan, араб. جنوب السودان, офіційна назва Республіка Південний Судан; англ. Republic of South Sudan) — держава в Східній Африці, є найновішою державою у світі. Межує із Суданом на півночі, Ефіопією на сході, Кенією, Угандою й Демократичною Республікою Конго на півдні й Центральноафриканською Республікою на заході. Країна без виходу до моря та має різноманітним ландшафт: великі рівнини та плато, сухі та тропічні савани, лісисті гори. Через Південний Судан річка Ніл протікає з півдня на північ через центр, над яким домінує велике болото Судд. Населення 10,5 млн осіб, столиця та найбільше місто — Джуба.
З 2005 по 2011 роки регіон мав автономний статус. Автономний статус краю був однією з умов мирної угоди між Народною армією (рухом) визволення Судану (НОА/М) і урядом Судану, представленого партією Національний конгрес — закінчення Другої суданської громадянської війни. Конфлікт був найтривалішою в Африці громадянською війною.
9—15 січня 2011 року відбувся 6-денний референдум щодо незалежності краю. За його результатами, майже 99 % учасників голосування висловилися за незалежність від Судану.
Південний Судан став незалежною державою 9 липня 2011 року. 8 липня 2011 року незалежність нової країни визнав уряд Судану. 9 липня — Росія, Франція й Велика Британія.
12 липня 2011 року речник МЗС України назвав проголошення нової держави логічним наслідком проведеного референдуму, на якому громадяни південних територій Судану остаточно підтвердили свій вибір на користь незалежного та демократичного розвитку; 11 січня 2012 року Президент України підписав Указ про визнання Республіки Південний Судан як незалежної держави.
14 липня 2011 року Південний Судан став 193-м членом ООН.

## Географія
На півдні гірське пасмо Іматонг возвеличує найвища гора Кіньєті (Kinyeti Imatong) (3187 метрів над рівнем моря), що знаходиться недалеко від кордону з Угандою.
Значну частину регіону займає величезне болото області Судд, утворене Білим Нілом (арабська назва — Бахр-ель-Джебель).
За даними рейтингу «Неспроможних держав» на 2013 рік, Південний Судан посідає в ньому четверте місце.

## Населення
Населення Південного Судану становить 11 193 725 осіб і сильно відрізняється від жителів Північного Судану. Попри те, що більшість жителів усіх частин Судану — негри (проте є також багато арабів на півночі, а чорношкіре населення поділяється на племена та роди, зокрема, більшість повстанців Південного Судану належали до племені динка), існують серйозні релігійні й економічні розбіжності між північно-східним і південно-західним Суданом. Населення північного сходу країни — переважно мусульмани, на півдні і в західних провінціях Дарфур і Кордофан населення або сповідує християнство, або дотримується традиційних анімістичних релігій. На півдні країни містяться найбільші родовища нафти, що стало другим приводом для розбіжностей.
Один великий об'єднуючий чинник для народів Південного Судану — фактично всі вони, за винятком нечисленних суданських арабів, належать до нілотів, як і населення Північної Кенії, на відміну від Північного Судану. Серед шарі-нільських народів Південного Судану — динка, нуери, шиллуки, ануак, барі. У прикордонні Південного Судану з ЦАР і ДР Конго також проживають абсолютно відмінні від нілотів народи амадуа — занде, сере, мба.
Офіційна мова регіону — англійська, хоча більшість населення нею не володіє. Основна маса населення розмовляє численними нілотськими, ніло-хамітськими мовами та діалектами. Мовою міжнаціонального спілкування надалі залишається арабська (її суданський варіант).

## Історія

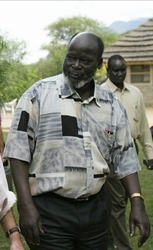
Джон Ґаранґ, лідер Народної армії визволення Судану до своєї загибелі 2005 року

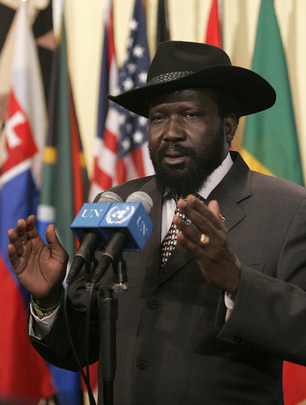
Салва Киїр, президент Південного Судану

Підписання 1972 року Аддис-Абебської угоди призвело до припинення громадянської війни між ворогуючими Північчю та Півднем і наданням Півдню певної автономії в питаннях внутрішнього управління. Затишшя тривало близько 10 років, після чого збройний конфлікт відновила Суданська народно-визвольна армія. Приводом для цього послужила політика ісламізації країни, у рамках якої в 1983 році тодішній президент Джафар Німейрі розділив південну провінцію Екваторія на 3 окремі провінції, а в кримінальне законодавство країни введено деякі види покарань, передбачені нормами шаріату (такі як забивання камінням, публічне шмагання й відсікання рук).
За американськими оцінками, за два десятиліття, що минули з моменту поновлення збройного конфлікту на півдні Судану, урядові війська знищили близько 2 млн мирних жителів. Унаслідок періодичних посух, голоду, нестачі палива, ескалації збройного протистояння, порушення прав людини понад 4 млн жителів краю були змушені покинути свої домівки й рятуватися втечею в міста або в сусідні країни — Ефіопію, Кенію, Уганду, Єгипет. Біженці, позбавлені можливості займатися сільським господарством або іншим чином заробляти собі на життя, страждають від недоїдання, позбавлені доступу до освіти й охорони здоров'я. Тривала громадянська війна призвела до появи т. зв. «втраченого покоління».
Мирні переговори між повстанцями Півдня й урядом в 2003—2004 роках дали відчутні результати, але збройні зіткнення в ряді південних районів тривали. 9 січня 2005 року в Кенії підписано угоди, що надали регіону широкі автономні права, а його лідер Джон Гаранг став віцепрезидентом Судану. Південний Судан отримав право на 6-річну автономію з наступним референдумом про свою незалежність. Крім того, відповідно до угод, прибутки від видобутку нафти в цей період повинні ділитися порівну між центральним урядом Судану та південною автономією. Це дещо розрядило напружену обстановку. Але 30 липня 2005 Гаранг загинув в аварії гелікоптера, і ситуація знову загострилася. Для врегулювання обстановки у вересні 2007 року Південний Судан відвідав Генеральний Секретар ООН Пан Гімун.

### Скандал із постачанням українських озброєнь до Південного Судану
У 2008 році виник скандал через підозри щодо постачань українських танків Т-72, пересувних ракетних установок БМ-21 «Град», вогнепальної зброї та іншого військового обладнання до Південного Судану через Кенію (зокрема, судном «Фаїна», захопленим сомалійськими піратами). Офіційний Київ заперечував цю інформацію. У грудні 2010 року сайт WikiLeaks оприлюднив відповідні дипломатичні документи США на цю тему.

### Референдум 2011
22 грудня 2009 року парламент Судану схвалив закон, яким встановив правила проведення референдуму 2011 року. Південний Судан отримає незалежність, якщо за неї проголосує 51 % голосуючих за явки не менше 60 %.
22 липня 2009 року третейський суд у Гаазі вирішив суперечку щодо кордону біля міста Абіей в центрі Судану, що виник 2005 року, після початку перемир'я. Межі міста було скориговано, а мешканці отримали право визначити його приналежність до Південного Судану 2011 року.
Крім референдуму в Південному Судані повинен бути також визначений статус провінцій Нубійські гори (Південний Кордофан) і Голубий Ніл. На відміну від Аб'єя, для цих провінцій референдуму про входження до складу Південного Судану не передбачено. Відповідно до договору 2005 року, передбачено, що статус цих теренів має визначитися шляхом «всенародного опитування». Проте час і механізм його проведення чітко не визначено.
9—15 січня 2011 року відбувся 6-денний референдум щодо незалежності краю. За його результатами, майже 99 % учасників голосування висловилися за незалежність від Судану.

## Адміністративний поділ
| №  | Штат                      | Арабська назва    | Англійська назва           | Площа, км² | Населення (2007, оцінка) | Центр    | Колишній регіон                                       |
| -- | ------------------------- | ----------------- | -------------------------- | ---------- | ------------------------ | -------- | ----------------------------------------------------- |
| 1  | Вараб                     | واراب             | Warrap                     | 31 027     | 1 032 208                | Кваджок  | Бахр-ель-Газаль                                       |
| 2  | Верхній Ніл               | أعالي النيل       | Upper Nile                 | 77 773     | 1 243 855                | Малакал  | Великий Верхній Ніл                                   |
| 3  | Джонглей                  | جونقلي            | Jonglei                    | 122 479    | 1 206 830                | Бор      | Великий Верхній Ніл                                   |
| 4  | Західна Екваторія         | غرب الاستوائية    | West Equatoria             | 79 319     | 1 764 142                | Ямбіо    | Екваторія                                             |
| 5  | Західний Бахр-ель-Газаль  | غرب بحر الغزال    | West Bahr-al-Ghazal        | 93 900     | 1 491 359                | Вау      | Бахр-ель-Газаль                                       |
| 6  | Ель-Вахда                 | غرب أعالي النيل   | Western Upper Nile / Unity | 35 956     | 266 726                  | Бентіу   | [[Великий Верхній Ніл (регіон)\|Великий Верхній Ніл]] |
| 7  | Озерний                   | البحيرات‎‎          | Lakes                      | 40 235     | 578 615                  | Румбек   | Бахр-ель-Газаль                                       |
| 8  | Північний Бахр-ель-Газаль | شمال بحر الغزال   | North Bahr-al-Ghazal       | 33 558     | 1 491 359                | Авейль   | Бахр-ель-Газаль                                       |
| 9  | Східна Екваторія          | شرق الاستوائية    | East Equatoria             | 82 542     | 228 169                  | Торіт    | Екваторія                                             |
| 10 | Центральна Екваторія      | الاستوائية الوسطى | Central Equatoria          | 22 956     | 342 093                  | Джуба    | Екваторія                                             |
| 11 | Великий Пібор             | ‎‎‎كبير ﺑاﺒأﻒ‎‎‎        | Greater Pibor              | 41 962     | 214 676                  | Пібор    | Великий Верхній Ніл                                   |
| 12 | Рувенґ                    | رأﻔإﻨﺞ‎‎‎            | Ruweng                     |            | 246 360                  | Панрієнґ | Ель-Вахда                                             |
| 13 | Аб'єй                     | أبيي‎              | Abyei                      | 10 546     | 124 390                  | Аб'єй    | —                                                     |

## Економіка
Економіка Південного Судану — одна з типових африканських слаборозвинених економічних систем. Південний Судан є однією з найбідніших країн у світі. Нафта — головний ресурс країни, на який спирається вся економіка Південного Судану.
Південний Судан експортує на міжнародній ринок деревину. Масиви лісового фонду тикового дерева знаходяться в Кавалі, Лійо, Лока-Вест та Нуні. Західні ресурси екваторіальної деревини знаходяться в Мвуба (Замої). Регіон багатий природними ресурсами, такими як залізна руда, мідь, хромомісні руди, цинк, вольфрам, слюда, срібло, золото. Є можливості для розвитку гідроенергетики.
Економіка країни, як і в багатьох інших країнах, що розвиваються, значною мірою залежить від сільського господарства. Найважливішими сільськогосподарськими культурами Південного Судану є бавовна, арахіс, сорго, просо, пшениця, гуміарабік, цукрова тростина, тапіока, манго, папая, банани, батат та кунжут.
До 1992 року валютою в країні був динар, який замінив суданський фунт. З 9 липня 2011 року на території Південного Судану був запроваджений південносуданський фунт, повноцінний обіг якого на всій території країни почався з серпня 2011 року.

## Транспорт
У країні є залізничне сполучення на лінії Бабануса-Вау.

## Туризм
Південний Судан має потенціал для розвитку туризму, зокрема завдяки трьом національним паркам країни, проте відповідна інфраструктура перебуває лише на стадії планування.

## Культура

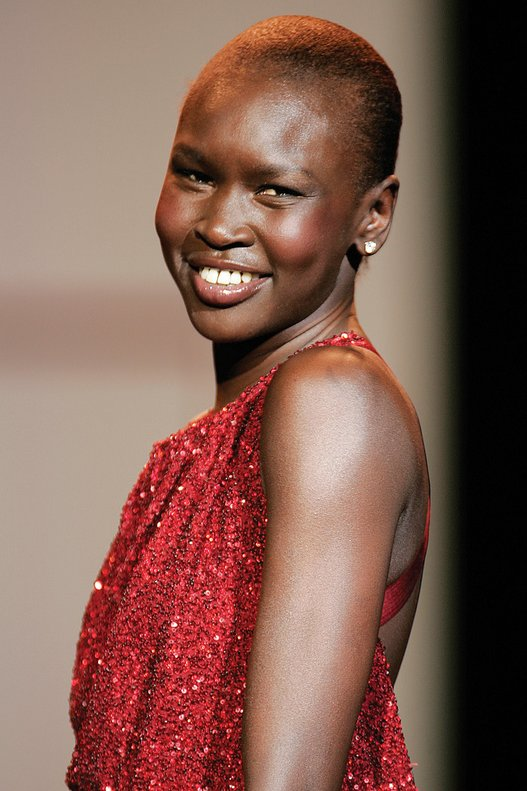
Модель Алек Век з Південного Судану

Культура Південного Судану охоплює релігію, мови, етноси, мистецтво, традиції харчування різних етнічних груп країни. Основну групу населення становлять представники нілотських народів, найчисленнішими з яких є динка, нуер, азанде, барі, сурма та шиллуки.
Офіційний канал Південно-Суданського телебачення — Ебоні ТБ.
Спорт у Південному Судані представлений низкою національних спортивних команд (футбол, баскетбол), які виступають за Південний Судан як на міжнародній спортивній арені, так і всередині країни.

## Мови

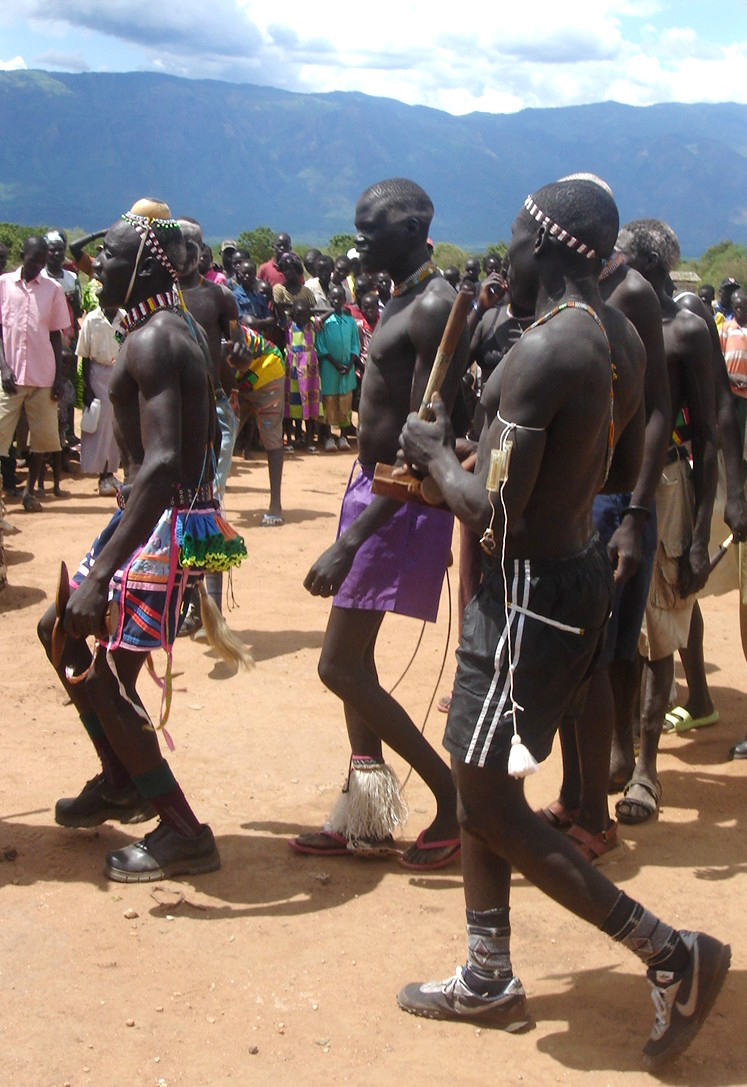
Чоловіки, що танцюють

Офіційною мовою країни є англійська, хоча більшість населення її не знає, мовою міжнаціонального спілкування і далі лишається арабська. Більшість жителів Південного Судану розмовляють численними адамава-убангійськими, нілотськими, нубійськими, центральносуданськими та іншими мовами й діалектами, найбільшою з яких є мова дінка.

## Релігія
Більшість населення Південного Судану сповідує або християнство, або традиційні африканські анімістичні релігії. Релігійні відмінності поглибили конфлікт з мусульманською Північчю. У південній частині країни переважають як язичницькі, так і християнські впливи, відображені в житті місцевого населення, хоча існує й невелика ісламська громада. У країні є нечисленні англіканські парафії.

## Освіта
Освіта в Південному Судані представлена як мережею державних, так і приватних (переважно католицьких) навчальних закладів. Рівень грамотності населення Південного Судану один з найнижчих у світі. За даними ЮНІСЕФ, лише 1 % дівчат має закінчену початкову освіту.
З вищих навчальних закладів у країні діють Університет Джуби, Католицький університет Судану, Університет Верхнього Нілу та Університет Бахр-ель-Газаля.

## Спорт
Збірна Південного Судану з баскетболу була створена у травні 2011 року.